# 渡邊氏圓胸菊虎
渡邊氏圓胸菊虎（学名：Prothemus watanabei）为菊虎科圓胸菊虎屬下的一个种。